# 里博特-莱塔韦尔讷
里博特-莱塔韦尔讷（法語：Ribaute-les-Tavernes，法語發音：[ʁibot le tavɛʁn]）是法国加尔省的一个市镇，属于阿莱斯区。该市镇由里博特（Ribaute）和莱塔韦尔讷（Les Tavernes）两村镇组成。

## 地理
里博特-莱塔韦尔讷（44°2'16"N, 4°4'51"E）面积14.27 平方千米，位于法国奧克西塔尼大區加尔省，该省份为法国南部沿海省份，南端濒地中海，北起顺时针与阿尔代什省、沃克吕兹省、罗讷河口省、埃罗省、阿韦龙省和洛泽尔省接壤。
与里博特-莱塔韦尔讷接壤的市镇（或旧市镇、城区）包括：巴加尔、布瓦塞和戈雅克、卡尔代、卡萨尼奥勒、莱藏、马萨讷、圣克里斯托尔-莱萨莱斯、韦泽诺布尔。

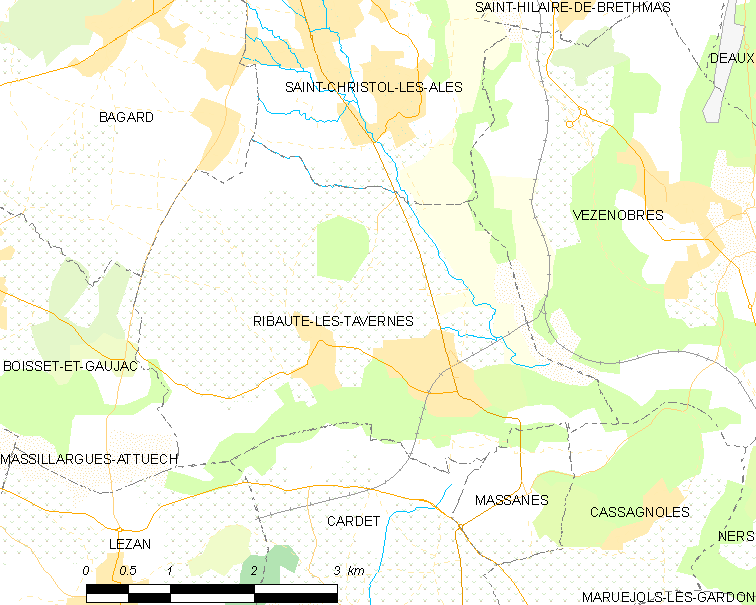
里博特-莱塔韦尔讷的OSM定位图

里博特-莱塔韦尔讷的时区为UTC+01:00、UTC+02:00（夏令时）。

## 行政
里博特-莱塔韦尔讷的邮政编码为30720，INSEE市镇编码为30214。

## 政治
里博特-莱塔韦尔讷所属的省级选区为阿莱斯第一县。

## 人口

1962-2008年间里博特-莱塔韦尔讷人口变化图示

里博特-莱塔韦尔讷于2022年1月1日时的人口数量为2055人。